# Ropica rondoni
Ropica rondoni är en skalbaggsart som beskrevs av Stefan von Breuning 1963. Ropica rondoni ingår i släktet Ropica och familjen långhorningar.
Artens utbredningsområde är Laos. Inga underarter finns listade i Catalogue of Life.